# Agha
Agha es un calificativo o título empleado por los otomanos y turcos.

## Historia
El significado literal significa "gran hermano" por oposición a "ini" (hermano pequeño), en algunas lenguas minoritarias túrquicas quiere decir "padre", "abuelo, "tío" y hasta "gran hermana" (en idioma chuvasio); en turco otomano, el término agha significa "cabeza" o "maestro" y la palabra persa por “Señor.”
Fue un título empleado por los príncipes mongoles; los otomanos lo otorgaban como un título a personas que se encontraban al servicio del Estado, servicios de mayor o menor importancia, pero generalmente militares, por el contrario el título "efendi" estaba reservado a los civiles.
En 1826, después de la supresión de los jenízaros, los oficiales que no sabían leer, los Asakir-i Mensure, se denominaron agha si obstentaban hasta el rango de kaim-makam, mientras que los alfabetizados se denominaban efendi. Esto durará hasta el final del Imperio otomano.
En Persia, agha era referido a los eunucos y el título lo llevó el primer miembro de la dinastía Kayar: Agha Muhammad Shah.
En la actualidad, se usa socialmente como un término de respeto a los jefes de familias y pueblos, y a los terratenientes.